# Saint-Brice (Orne)
Saint-Brice è un comune francese di 165 abitanti situato nel dipartimento dell'Orne nella regione della Normandia.

## Società

### Evoluzione demografica
Abitanti censiti